# Đội tuyển bóng đá quốc gia Thổ Nhĩ Kỳ
Đội tuyển bóng đá quốc gia Thổ Nhĩ Kỳ (tiếng Thổ Nhĩ Kỳ: Türkiye Millî Futbol Takımı) là đội tuyển cấp quốc gia của Thổ Nhĩ Kỳ do Liên đoàn bóng đá Thổ Nhĩ Kỳ, được thành lập năm 1923 và là thành viên của FIFA từ năm 1923 và UEFA từ năm 1962, quản lý và điều hành.
Đội đã chơi trận đấu quốc tế chính thức đầu tiên vào năm 1923 và đã đại diện cho quốc gia trong các giải đấu quốc tế lớn kể từ lần đầu xuất hiện tại Thế vận hội mùa hè 1924. Họ đã tham gia Thế vận hội Mùa hè tổng cộng sáu lần (1924, 1928, 1936, 1948, 1952 và 1960), và lọt vào tứ kết hai lần, vào năm 1948 và 1952.
Đội đã đạt được thành tích cao nhất trong những năm 2000, đáng chú ý nhất là kết thúc ở vị trí thứ ba tại FIFA World Cup 2002 và FIFA Confederations Cup 2003, đồng thời lọt vào bán kết tại UEFA Euro 2008. Họ đã vượt qua vòng loại FIFA World Cup ba lần (1950, 1954 và 2002) và lọt vào bán kết năm 2002, giành huy chương đồng. Đội đã đủ điều kiện tham dự Giải bóng đá vô địch châu Âu năm lần. Ra mắt tại Euro 96, họ lọt vào tứ kết Euro 2000 và bán kết Euro 2008. Trong những năm gần đây, Thổ Nhĩ Kỳ đã vượt qua vòng loại Euro 2016 và Euro 2020.
Kể từ khi được giới thiệu vào năm 1992, Bảng xếp hạng FIFA đã xếp Thổ Nhĩ Kỳ từ vị trí thứ 5 đến 57. Sau thành công của họ tại World Cup 2002, Thổ Nhĩ Kỳ đã giành được vị trí trong top 10 của bảng xếp hạng từ năm 2002 đến năm 2004, xếp ở vị trí thứ 5 vào tháng 6 năm 2004. Đội tuyển một lần nữa leo lên vị trí thứ 10 vào tháng 12 năm 2008, sau thành công của họ tại Euro 2008. Thổ Nhĩ Kỳ đạt tỷ số chiến thắng cao nhất với 7–0 trận thắng trước Syria năm 1949, Hàn Quốc năm 1954 và San Marino năm 1996, trong khi trận thua đậm nhất của họ là 8–0 trận thua Ba Lan năm 1968 và Anh năm 1984 và 1987.
Tính đến năm 2020, cầu thủ khoác áo đội tuyển quốc gia nhiều nhất là Rüştü Reçber với 120 lần khoác áo quốc tế lâu năm từ năm 1994 đến năm 2012, và cầu thủ ghi nhiều bàn thắng nhất là Hakan Şükür với 51 bàn thắng ghi được từ năm 1992 đến năm 2007. Đội trưởng phục vụ đội tuyển lâu nhất là Turgay Şeren từ năm 1950 đến năm 1966.

## Lịch sử

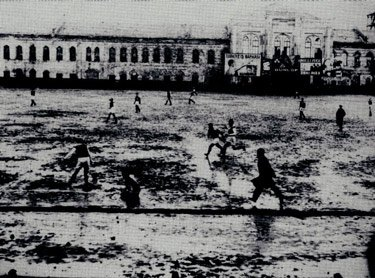
Trận đấu giữa Thổ Nhĩ Kỳ và Romania năm 1923.

### Những năm đầu
Đội tuyển quốc gia Thổ Nhĩ Kỳ có trận đấu quốc tế đầu tiên trong trận hoà 2-2 với Romania vào năm 1923. Zeki Rıza Sporel là ngôi sao đầu tiên của bóng đá Thổ Nhĩ Kỳ khi ông ghi 2 bàn vào lưới Romania. Thổ Nhĩ Kỳ có trận đấu chính thức đầu tiên tại Thế vận hội mùa hè năm 1924 khi để thua 5-2 trước Tiệp Khắc.

### World Cup 1950 và 1954
Thổ Nhĩ Kỳ giành quyền tham dự World Cup 1950 nhờ đánh bại Syria 7–0, nhưng họ phải rút lui vì lý do tài chính.
Sau đó, Thổ Nhĩ Kỳ giành quyền tham dự World Cup 1954 sau trận đấu play-off với Tây Ban Nha. Thổ Nhĩ Kỳ ban đầu đã thua 4–1 Tây Ban Nha, nhưng chiến thắng 1–0 sau đó đề xướng cuộc đấu lại. Trong trường hợp này, nếu hòa 2–2, số phận họ được quyết định bằng tung đồng xu. Thổ Nhĩ Kỳ được đặt vào 1 bảng đấu có Tây Đức và Hungary. Tuy nhiên người Thổ không bao giờ đấu với Hungary vì trong khuôn khổ vòng thi đấu, và 1 thất bại 4–1 trước người Đức đã được người Thổ tiếp nối bằng trận thắng 7-0 trước Hàn Quốc. Thổ Nhĩ Kỳ thua Tây Đức trong trận play-off với tỷ số 7–2.

### Thập kỷ 60 đến 90
Mặc dù có sự ra mắt của 1 giải đấu quốc gia, và được trưng ra bởi những CLB Thổ Nhĩ Kỳ trong giải châu Âu, thập kỷ 60 vẫn là giai đoạn khô khan đối với đội tuyển quốc gia. Thập kỷ 70 chứng kiến Thổ Nhĩ Kỳ vẫn giữ lại được quyền thi đấu vòng loại World Cup và Giải Vô địch châu Âu, nhưng đội bóng có quá ít điều kiện đủ tiêu chuẩn tham dự Euro 1972 và 1976.
Thập kỷ 80 chứng kiến 2 thất bại cùng tỷ số 8-0 của Thổ Nhĩ Kỳ trước đội tuyển Anh. Vòng loại World Cup 1990 vẫn chưa tạo ra được 1 điểm mốc chuyển đổi cho bóng đá Thổ Nhĩ Kỳ, với việc Thổ Nhĩ Kỳ chỉ bỏ lỡ cơ hội tham dự ở trận đấu cuối cùng.

### Euro 1996 và 2000
Thổ Nhĩ Kỳ giành được quyền tham dự Euro 1996, bằng việc đánh bại cả Thụy Sĩ lẫn Thụy Điển với tỷ số 2-1, nhưng sau đó họ thua tất cả các trận đấu mà không ghi nổi bàn thắng nào. Tuy nhiên, họ cũng đã về nước với 1 giải nhỏ: Cầu thủ chơi Fair-play nhất, thuộc về Alpay Ozalan.
Thổ Nhĩ Kỳ giành quyền tham dự Euro 2000 bằng việc đánh bại Ireland trong trận play-off. Thổ Nhĩ Kỳ đã để thua Ý trong trận đấu đầu tiên với tỷ số 2-1, họ đã hòa trận thứ 2 với Thụy Điển với tỷ số 0-0, và đánh bại đội đồng chủ nhà Bỉ với tỷ số 2-0, làm nên lịch sử khi lần đầu tiên trong các kỳ Euro đội chủ nhà bị loại ngay từ vòng bảng, đưa Thổ Nhĩ Kỳ vào vòng 8 đội mạnh nhất, nơi mà họ đã để thua Bồ Đào Nha với tỷ số 2-0 trong trận tứ kết.

### World Cup 2002
Đội tuyển Thổ Nhĩ Kỳ mở màn World Cup 2002 với trận thua Brasil 2-1. Thổ Nhĩ Kỳ hoàn tất vòng bảng với trận thắng Trung Quốc 3-0, sau khi hòa Costa Rica 1-1.
Sau đó Thổ Nhĩ Kỳ đụng độ đội đồng chủ nhà Nhật Bản ở vòng trong, và đánh bại họ với tỷ số 1-0. Thổ Nhĩ Kỳ tiếp tục cuộc hành trình của họ bằng việc đánh bại Senegal 1-0 bằng bàn thắng vàng để giành quyền vào bán kết đối đầu với Brasil và thua 1-0 đưa họ đến trận tranh hạng ba, và họ đã đoạt được chiếc huy chương đồng sau khi đánh bại đồng chủ nhà Hàn Quốc với tỷ số 3-2. Hakan Şükür đã ghi được bàn thắng đầu tiên trong trận đấu đó cho Thổ Nhĩ Kỳ ở giây thứ 10.8, mặc dù đội tuyển Hàn Quốc là những người phát bóng trước. Đó là bàn thắng được ghi nhanh nhất trong lịch sử các kỳ World Cup.

### Confederations Cup 2003 và Euro 2004
Mùa hè năm 2003, các cầu thủ Thổ Nhĩ Kỳ đã đoạt hạng ba tại Confederations Cup nơi mà họ hòa Brazil 2-2. Sau cùng Thổ Nhĩ Kỳ đã để thua Pháp 3-2 trong trận bán kết, và sau đó chiến thắng Colombia với tỷ số 2-1 để đoạt hạng ba.
Đội tuyển Thổ Nhĩ Kỳ đã bất ngờ thất bại trong việc giành quyền tham dự Euro 2004 vì để thua hiện tượng Latvia trong trận đấu play-off sau khi kết thúc vòng loại với ngôi nhì bảng.

### World Cup 2006
Đội tuyển Thổ Nhĩ Kỳ lại một lần nữa bỏ lỡ một cách eo hẹp cơ hội vào vòng chung kết sau trận play-off với Thụy Sĩ, sau khi kết thúc vòng loại với ngôi nhì bảng. Đã có những xung đột ác liệt giữa 2 đội sau trận đấu.

### Euro 2008
Thổ Nhĩ Kỳ lại giành quyền tham dự 1 giải đấu thế giới sau 6 năm với ngôi vị nhì bảng có được sau Hy Lạp tại bảng C ở vòng loại. Họ được đặt vào bảng A cùng với Thụy Sĩ, Bồ Đào Nha và CH Czech. Trong trận đấu đầu tiên gặp Bồ Đào Nha và Pepe đã ghi bàn đưa Bồ Đào Nha lên dẫn trước. Họ nhân đôi cách biệt trong những phút đá bù giờ do công của Raul Meireles do đó Thổ Nhĩ Kỳ phải trải qua trận thua 2-0.
Thổ Nhĩ Kỳ đánh bại Thụy Sĩ 2-1 trong trận đấu thứ 2 khi cuộc đọ sức diễn ra dưới trời mưa với các bàn thắng do công Semih Senturk (do pha đánh đầu từ cú đá phạt góc cánh phải) và Arda Turan (từ cú sút chéo góc ngoài hàng thủ và vòng cấm địa Thụy Sĩ). Điều này đã loại bỏ hoàn toàn cơ may đi tiếp của đội đồng chủ nhà Thụy Sĩ cho vòng sau. Đây là lần thứ 2 trong lịch sử đội chủ nhà Euro không giành được quyền đi tiếp vào vòng trong. Đội chủ nhà trước đó bị loại cách đây 8 năm là Bỉ cũng vì thua Thổ Nhĩ Kỳ.
Thổ Nhĩ Kỳ đã làm một cuộc lội ngược dòng ngoạn mục khi thắng CH Czech 3-2, ghi tên mình vào danh sách đội bóng đi tiếp tại bảng A. Sau khi bị dẫn trước 2–0 do các bàn thắng của Jan Koller ở phút 34 và Jaroslav Plasil ở phút 62, mọi thứ coi như đã gần tuyệt vọng với người Thổ, mặc dù Arda Turan đã ghi bàn thắng ở phút 75. Kinh ngạc nhất là 3 phút cuối trước 90, người Thổ đã gỡ hòa khi trái bóng tuột khỏi tay phải thủ thành Petr Cech và Nihat Kahveci đệm bóng nhẹ nhàng vào lưới. Khi trận đấu vòng bảng được nghĩ rằng sẽ dẫn đến loạt đá luân lưu lần đầu tiên trong lịch sử Euro, thì Nihat đã vượt qua hậu vệ Czech để nhận đường chuyền từ Hamit Altintop và dùng chân phải đưa bóng lên góc cao khung thành, chính thức loại Czech ra khỏi cuộc chơi và đưa Thổ Nhĩ Kỳ vào tứ kết gặp Croatia.
Người Thổ đã bị Croatia ghi bàn dẫn trước 1-0 do công tiền đạo Ivan Klasnic ở phút 29 của hiệp phụ. Semih Senturk đã nhận bóng trong khu vực cấm địa của Croatia và tung cú sút cuối cùng của trận đấu gỡ hòa cho Thổ Nhĩ Kỳ, đưa trận đấu đến loạt đá luân lưu. Với 3 cú sút hỏng và 1 cú sút vào, Croatia đã chính thức bị loại, và Thổ Nhĩ Kỳ đã vào vòng bán kết đối mặt với đội tuyển Đức.
Họ vào bán kết với chỉ 14 cầu thủ có thể thi đấu được do chấn thương và thẻ phạt. Thổ Nhĩ Kỳ đã cố gắng hết mình trong trận bán kết, tuy nhiên chung cuộc chịu thua Đức 2-3 với bàn thắng của Philipp Lahm ghi được ở phút cuối của trận đấu, chịu dừng bước ở bán kết.

### Euro 2016

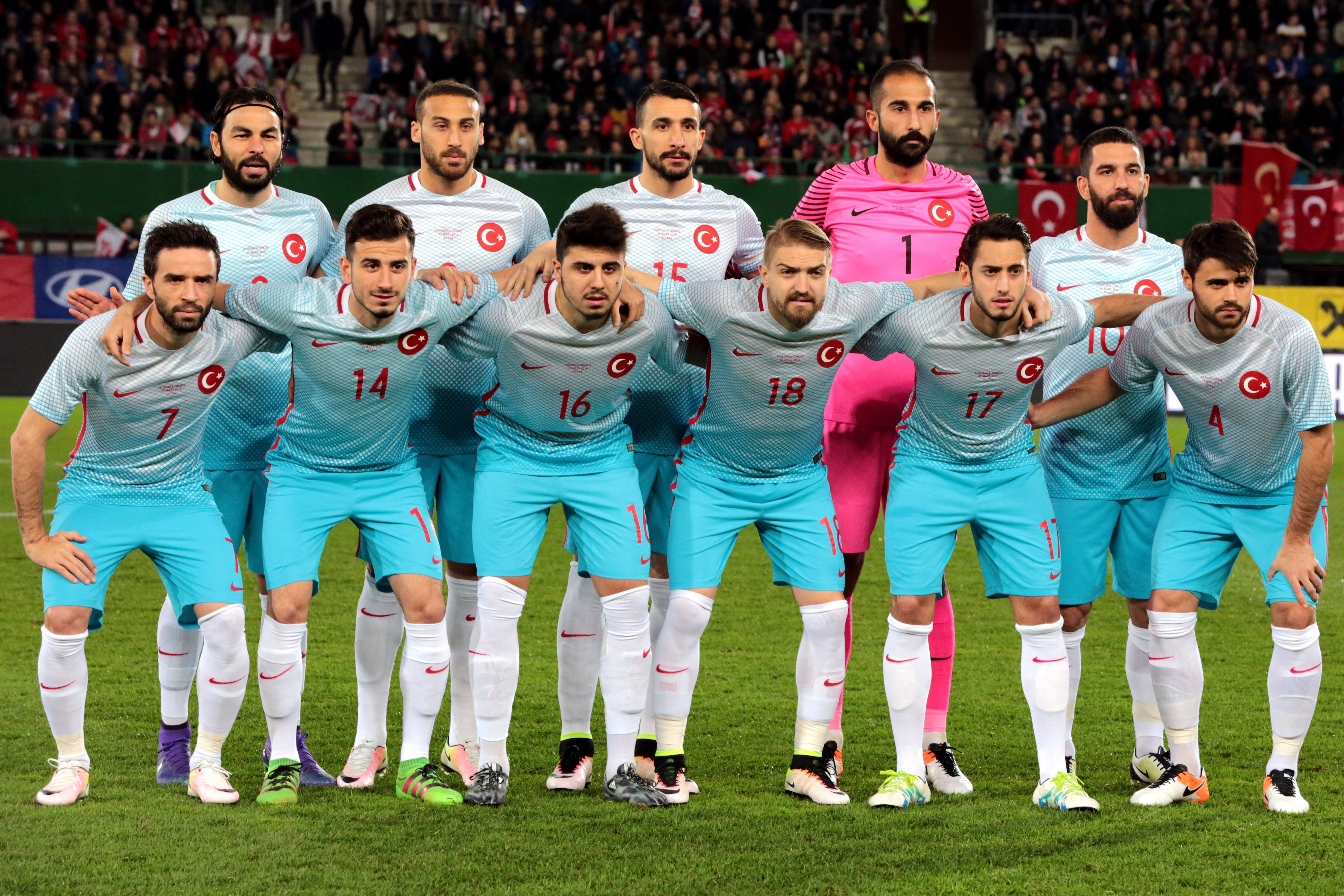
Đội tuyển bóng đá quốc gia Thổ Nhĩ Kỳ (2016)

Đội đến nước Pháp tham dự Euro 2016 với tư cách là đội xếp thứ ba vòng loại có thành tích tốt nhất. Đội hình của họ gồm những cầu thủ không còn ở đỉnh cao phong độ và một số cầu thủ trẻ chưa có nhiều kinh nghiệm trên đấu trường quốc tế. Đội nằm ở bảng D cùng với các đội Croatia, Tây Ban Nha và Cộng hòa Séc. Ở lượt trận đấu cuối cùng ở bảng D, đội có được một chiến thắng trước Cộng hòa Séc nhờ các pha lập công của Burak Yılmaz và Ozan Tufan, tuy nhiên đội chỉ xếp thứ ba với 3 điểm, 1 trận thắng và 2 trận thua và bị loại khỏi vòng bảng.

## Danh hiệu
- Vô địch thế giới: 0

Hạng ba: 2002
- Cúp Confederation FIFA: 0

Hạng ba: 2003

## Thành tích tại các giải đấu

### Giải vô địch bóng đá thế giới
| Năm           | Thành tích               | Số trận                  | Thắng                    | Hòa*                     | Thua                     | Bàn thắng                | Bàn thua                 |
| ------------- | ------------------------ | ------------------------ | ------------------------ | ------------------------ | ------------------------ | ------------------------ | ------------------------ |
| 1930          | Không tham dự            | Không tham dự            | Không tham dự            | Không tham dự            | Không tham dự            | Không tham dự            | Không tham dự            |
| 1934          | Bỏ cuộc                  | Bỏ cuộc                  | Bỏ cuộc                  | Bỏ cuộc                  | Bỏ cuộc                  | Bỏ cuộc                  | Bỏ cuộc                  |
| 1938          | Không tham dự            | Không tham dự            | Không tham dự            | Không tham dự            | Không tham dự            | Không tham dự            | Không tham dự            |
| 1950          | Bỏ cuộc                  | Bỏ cuộc                  | Bỏ cuộc                  | Bỏ cuộc                  | Bỏ cuộc                  | Bỏ cuộc                  | Bỏ cuộc                  |
| 1954          | Vòng 1                   | 3                        | 1                        | 0                        | 2                        | 10                       | 11                       |
| 1958          | Bỏ cuộc                  | Bỏ cuộc                  | Bỏ cuộc                  | Bỏ cuộc                  | Bỏ cuộc                  | Bỏ cuộc                  | Bỏ cuộc                  |
| 1962 đến 1998 | Không vượt qua vòng loại | Không vượt qua vòng loại | Không vượt qua vòng loại | Không vượt qua vòng loại | Không vượt qua vòng loại | Không vượt qua vòng loại | Không vượt qua vòng loại |
| 2002          | Hạng ba                  | 7                        | 4                        | 1                        | 2                        | 10                       | 6                        |
| 2006 đến 2022 | Không vượt qua vòng loại | Không vượt qua vòng loại | Không vượt qua vòng loại | Không vượt qua vòng loại | Không vượt qua vòng loại | Không vượt qua vòng loại | Không vượt qua vòng loại |
| 2026 đến 2034 | Chưa xác định            | Chưa xác định            | Chưa xác định            | Chưa xác định            | Chưa xác định            | Chưa xác định            | Chưa xác định            |
| Tổng cộng     | 1 lần hạng ba            | 10                       | 5                        | 1                        | 4                        | 20                       | 17                       |

*Tính cả các trận hòa ở các trận đấu loại trực tiếp phải giải quyết bằng sút phạt đền luân lưu.

### Giải vô địch bóng đá châu Âu
Tính đến nay, đội tuyển Thổ Nhĩ Kỳ đã 4 lần tham dự vòng chung kết các Giải vô địch bóng đá châu Âu, trong đó thành tích cao nhất là vào bán kết (2008).
| Năm           | Thành tích               | Số trận                  | Thắng                    | Hòa*                     | Thua                     | Bàn thắng                | Bàn thua                 |
| ------------- | ------------------------ | ------------------------ | ------------------------ | ------------------------ | ------------------------ | ------------------------ | ------------------------ |
| 1960 đến 1992 | Không vượt qua vòng loại | Không vượt qua vòng loại | Không vượt qua vòng loại | Không vượt qua vòng loại | Không vượt qua vòng loại | Không vượt qua vòng loại | Không vượt qua vòng loại |
| 1996          | Vòng 1                   | 3                        | 0                        | 0                        | 3                        | 0                        | 5                        |
| 2000          | Tứ kết                   | 4                        | 1                        | 1                        | 2                        | 3                        | 4                        |
| 2004          | Không vượt qua vòng loại | Không vượt qua vòng loại | Không vượt qua vòng loại | Không vượt qua vòng loại | Không vượt qua vòng loại | Không vượt qua vòng loại | Không vượt qua vòng loại |
| 2008          | Bán kết                  | 5                        | 2                        | 1                        | 2                        | 8                        | 9                        |
| 2012          | Không vượt qua vòng loại | Không vượt qua vòng loại | Không vượt qua vòng loại | Không vượt qua vòng loại | Không vượt qua vòng loại | Không vượt qua vòng loại | Không vượt qua vòng loại |
| 2016          | Vòng 1                   | 3                        | 1                        | 0                        | 2                        | 2                        | 4                        |
| 2020          | Vòng 1                   | 3                        | 0                        | 0                        | 3                        | 1                        | 8                        |
| 2024          | Tứ kết                   | 5                        | 3                        | 0                        | 2                        | 8                        | 8                        |
| 2028          | Chưa xác định            | Chưa xác định            | Chưa xác định            | Chưa xác định            | Chưa xác định            | Chưa xác định            | Chưa xác định            |
| 2032          | Đồng chủ nhà             | Đồng chủ nhà             | Đồng chủ nhà             | Đồng chủ nhà             | Đồng chủ nhà             | Đồng chủ nhà             | Đồng chủ nhà             |
| Tổng cộng     | 1 lần bán kết            | 23                       | 7                        | 2                        | 15                       | 22                       | 38                       |

*Tính cả các trận hòa ở các trận đấu loại trực tiếp phải giải quyết bằng sút phạt đền luân lưu.

### UEFA Nations League
| Thành tích tại UEFA Nations League | Thành tích tại UEFA Nations League | Thành tích tại UEFA Nations League | Thành tích tại UEFA Nations League | Thành tích tại UEFA Nations League | Thành tích tại UEFA Nations League | Thành tích tại UEFA Nations League | Thành tích tại UEFA Nations League | Thành tích tại UEFA Nations League | Thành tích tại UEFA Nations League | Thành tích tại UEFA Nations League |
| Mùa giải                           | Hạng đấu                           | Bảng                               | Pld                                | W                                  | D                                  | L                                  | GF                                 | GA                                 | RK                                 |                                    |
| ---------------------------------- | ---------------------------------- | ---------------------------------- | ---------------------------------- | ---------------------------------- | ---------------------------------- | ---------------------------------- | ---------------------------------- | ---------------------------------- | ---------------------------------- | ---------------------------------- |
| 2018–19                            | B                                  | 2                                  | 4                                  | 1                                  | 0                                  | 3                                  | 4                                  | 7                                  | 22nd                               |                                    |
| 2020–21                            | B                                  | 3                                  | 6                                  | 1                                  | 3                                  | 2                                  | 6                                  | 8                                  | 29th                               |                                    |
| 2022–23                            | C                                  | 1                                  | 6                                  | 4                                  | 1                                  | 1                                  | 18                                 | 5                                  | 35th                               |                                    |
| Tổng cộng                          | Tổng cộng                          | Tổng cộng                          | 16                                 | 6                                  | 4                                  | 6                                  | 28                                 | 20                                 | 22nd                               |                                    |

### Cúp Liên đoàn các châu lục
| Thành tích tại Confed Cup | Thành tích tại Confed Cup | Thành tích tại Confed Cup | Thành tích tại Confed Cup | Thành tích tại Confed Cup | Thành tích tại Confed Cup | Thành tích tại Confed Cup | Thành tích tại Confed Cup | Thành tích tại Confed Cup | Thành tích tại Confed Cup |
| Năm                       | Thành tích                | Thứ hạng                  | Số trận                   | Thắng                     | Hòa*                      | Thua                      | Bàn thắng                 | Bàn thua                  |                           |
| ------------------------- | ------------------------- | ------------------------- | ------------------------- | ------------------------- | ------------------------- | ------------------------- | ------------------------- | ------------------------- | ------------------------- |
| 1992 đến 2001             | Không giành quyền tham dự | Không giành quyền tham dự | Không giành quyền tham dự | Không giành quyền tham dự | Không giành quyền tham dự | Không giành quyền tham dự | Không giành quyền tham dự | Không giành quyền tham dự |                           |
| 2003                      | Hạng ba                   | 3rd                       | 5                         | 2                         | 1                         | 2                         | 8                         | 8                         |                           |
| 2005 đến 2017             | Không giành quyền tham dự | Không giành quyền tham dự | Không giành quyền tham dự | Không giành quyền tham dự | Không giành quyền tham dự | Không giành quyền tham dự | Không giành quyền tham dự | Không giành quyền tham dự |                           |
| Tổng cộng                 | 1 lần hạng ba             | 1/10                      | 5                         | 2                         | 1                         | 2                         | 8                         | 8                         |                           |

### Thế vận hội Mùa hè
- (Nội dung thi đấu dành cho cấp đội tuyển quốc gia cho đến kỳ Đại hội năm 1988)

| Thành tích tại Thế vận hội | Thành tích tại Thế vận hội | Thành tích tại Thế vận hội | Thành tích tại Thế vận hội | Thành tích tại Thế vận hội | Thành tích tại Thế vận hội | Thành tích tại Thế vận hội | Thành tích tại Thế vận hội | Thành tích tại Thế vận hội |
| Năm                        | Kết quả                    | Thứ hạng                   | Pld                        | W                          | D                          | L                          | GF                         | GA                         |
| -------------------------- | -------------------------- | -------------------------- | -------------------------- | -------------------------- | -------------------------- | -------------------------- | -------------------------- | -------------------------- |
| 1924                       | Vòng 1                     | 13th                       | 1                          | 0                          | 0                          | 1                          | 2                          | 5                          |
| 1928                       | Vòng 1                     | 14th                       | 1                          | 0                          | 0                          | 1                          | 1                          | 7                          |
| 1936                       | Vòng 1                     | 15th                       | 1                          | 0                          | 0                          | 1                          | 0                          | 1                          |
| 1948                       | Tứ kết                     | 6th                        | 2                          | 1                          | 0                          | 1                          | 5                          | 3                          |
| 1952                       | Tứ kết                     | 8th                        | 2                          | 1                          | 0                          | 1                          | 3                          | 8                          |
| 1956                       | Bỏ cuộc                    | Bỏ cuộc                    | Bỏ cuộc                    | Bỏ cuộc                    | Bỏ cuộc                    | Bỏ cuộc                    | Bỏ cuộc                    | Bỏ cuộc                    |
| 1960                       | Vòng 1                     | 14th                       | 3                          | 0                          | 1                          | 2                          | 3                          | 10                         |
| 1964 đến 1980              | Không vượt qua vòng loại   | Không vượt qua vòng loại   | Không vượt qua vòng loại   | Không vượt qua vòng loại   | Không vượt qua vòng loại   | Không vượt qua vòng loại   | Không vượt qua vòng loại   | Không vượt qua vòng loại   |
| 1984                       | Bỏ cuộc                    | Bỏ cuộc                    | Bỏ cuộc                    | Bỏ cuộc                    | Bỏ cuộc                    | Bỏ cuộc                    | Bỏ cuộc                    | Bỏ cuộc                    |
| 1988                       | Không vượt qua vòng loại   | Không vượt qua vòng loại   | Không vượt qua vòng loại   | Không vượt qua vòng loại   | Không vượt qua vòng loại   | Không vượt qua vòng loại   | Không vượt qua vòng loại   | Không vượt qua vòng loại   |
| Tổng cộng                  | 2 lần tứ kết               | 6/14                       | 10                         | 2                          | 1                          | 7                          | 14                         | 34                         |

## Cầu thủ

### Đội hình hiện tại
Đội hình đã hoàn thành UEFA Euro 2024.

Số liệu thống kê tính đến ngày 6 tháng 7 năm 2024 sau trận gặp Hà Lan.
| Số | VT | Cầu thủ                       | Ngày sinh (tuổi)  | Trận | Bàn | Câu lạc bộ           |
| -- | -- | ----------------------------- | ----------------- | ---- | --- | -------------------- |
| 1  | TM | Mert Günok                    | 1 tháng 3, 1989   | 33   | 0   | Beşiktaş             |
| 12 | TM | Altay Bayındır                | 14 tháng 4, 1998  | 10   | 0   | Manchester United    |
| 23 | TM | Uğurcan Çakır                 | 5 tháng 4, 1996   | 27   | 0   | Trabzonspor          |
|    |    |                               |                   |      |     |                      |
| 2  | HV | Zeki Çelik                    | 17 tháng 2, 1997  | 48   | 2   | Roma                 |
| 3  | HV | Merih Demiral                 | 5 tháng 3, 1998   | 48   | 4   | Al-Ahli              |
| 4  | HV | Samet Akaydin                 | 13 tháng 3, 1994  | 10   | 1   | Fenerbahçe           |
| 13 | HV | Ahmetcan Kaplan               | 16 tháng 1, 2003  | 0    | 0   | Ajax                 |
| 14 | HV | Abdülkerim Bardakcı           | 7 tháng 9, 1994   | 12   | 1   | Galatasaray          |
| 18 | HV | Mert Müldür                   | 3 tháng 4, 1999   | 28   | 2   | Fenerbahçe           |
| 20 | HV | Ferdi Kadıoğlu                | 7 tháng 10, 1999  | 20   | 1   | Fenerbahçe           |
|    |    |                               |                   |      |     |                      |
| 5  | TV | Okay Yokuşlu                  | 9 tháng 3, 1994   | 43   | 1   | West Bromwich Albion |
| 6  | TV | Orkun Kökçü                   | 29 tháng 12, 2000 | 32   | 2   | Benfica              |
| 8  | TV | Arda Güler                    | 25 tháng 2, 2005  | 12   | 2   | Real Madrid          |
| 10 | TV | Hakan Çalhanoğlu (đội trưởng) | 8 tháng 2, 1994   | 90   | 19  | Inter Milan          |
| 15 | TV | Salih Özcan                   | 11 tháng 1, 1998  | 22   | 0   | Borussia Dortmund    |
| 16 | TV | İsmail Yüksek                 | 26 tháng 1, 1999  | 17   | 1   | Fenerbahçe           |
| 17 | TV | İrfan Kahveci                 | 15 tháng 7, 1995  | 33   | 2   | Fenerbahçe           |
| 22 | TV | Kaan Ayhan (đội phó)          | 10 tháng 11, 1994 | 63   | 5   | Galatasaray          |
| 25 | TV | Yunus Akgün                   | 7 tháng 7, 2000   | 10   | 2   | Leicester City       |
|    |    |                               |                   |      |     |                      |
| 7  | TĐ | Kerem Aktürkoğlu              | 21 tháng 10, 1998 | 34   | 6   | Galatasaray          |
| 9  | TĐ | Cenk Tosun                    | 7 tháng 6, 1991   | 53   | 21  | Beşiktaş             |
| 11 | TĐ | Yusuf Yazıcı                  | 29 tháng 1, 1997  | 45   | 3   | Lille                |
| 19 | TĐ | Kenan Yıldız                  | 4 tháng 5, 2005   | 12   | 1   | Juventus             |
| 21 | TĐ | Barış Alper Yılmaz            | 23 tháng 5, 2000  | 20   | 2   | Galatasaray          |
| 24 | TĐ | Semih Kılıçsoy                | 15 tháng 8, 2005  | 3    | 0   | Beşiktaş             |
| 26 | TĐ | Bertuğ Yıldırım               | 12 tháng 1, 2002  | 3    | 2   | Rennes               |

### Triệu tập gần đây
Đội hình dưới đây được triệu tập trong vòng 12 tháng.
| Vt | Cầu thủ              | Ngày sinh (tuổi)  | Số trận | Bt | Câu lạc bộ          | Lần cuối triệu tập             |
| -- | -------------------- | ----------------- | ------- | -- | ------------------- | ------------------------------ |
| TM | Muhammed ŞengezerTRA | 5 tháng 1, 1997   | 0       | 0  | İstanbul Başakşehir | UEFA Euro 2024                 |
| TM | Doğan Alemdar        | 29 tháng 10, 2002 | 2       | 0  | Troyes              | UEFA Euro 2024PRE              |
| TM | Berke ÖzerTRA        | 25 tháng 5, 2000  | 0       | 0  | Eyüpspor            | UEFA Euro 2024PRE              |
| TM | Okan Kocuk           | 27 tháng 7, 1995  | 0       | 0  | Samsunspor          | v. Áo, 26 March 2024           |
| TM | Ertaç Özbir          | 25 tháng 10, 1989 | 0       | 0  | Adana Demirspor     | v. Wales, 21 November 2023     |
|    |                      |                   |         |    |                     |                                |
| HV | Yasin Özcan          | 20 tháng 4, 2006  | 0       | 0  | Kasımpaşa           | v. Ba Lan, 10 June 2024        |
| HV | Cenk Özkacar         | 6 tháng 10, 2000  | 9       | 0  | Valencia            | UEFA Euro 2024PRE              |
| HV | Çağlar SöyüncüINJ    | 23 tháng 5, 1996  | 55      | 2  | Fenerbahçe          | UEFA Euro 2024PRE              |
| HV | Ozan KabakINJ        | 25 tháng 3, 2000  | 26      | 2  | TSG Hoffenheim      | UEFA Euro 2024PRE              |
| HV | Serdar SaatçıTRA     | 14 tháng 2, 2002  | 0       | 0  | Braga               | UEFA Euro 2024PRE              |
| HV | Uğur YıldızTRA       | 6 tháng 8, 2002   | 0       | 0  | Ümraniyespor        | UEFA Euro 2024PRE              |
| HV | Rıdvan YılmazINJ     | 21 tháng 5, 2001  | 7       | 0  | Rangers             | v. Áo, 26 March 2024           |
| HV | Eren Elmalı          | 7 tháng 7, 2000   | 10      | 0  | Trabzonspor         | v. Wales, 21 November 2023     |
| HV | Rayyan Baniya        | 18 tháng 2, 1999  | 0       | 0  | Trabzonspor         | v. Latvia, 15 October 2023     |
| HV | Onur Bulut           | 16 tháng 4, 1994  | 3       | 0  | Beşiktaş            | v. Nhật Bản, 12 September 2023 |
| HV | Kazımcan Karataş     | 16 tháng 1, 2003  | 0       | 0  | Galatasaray         | v. Nhật Bản, 12 September 2023 |
|    |                      |                   |         |    |                     |                                |
| TV | Berat Özdemir        | 23 tháng 5, 1998  | 4       | 0  | Trabzonspor         | UEFA Euro 2024PRE              |
| TV | Berkan Kutlu         | 25 tháng 1, 1998  | 8       | 0  | Galatasaray         | v. Wales, 21 November 2023     |
| TV | Emre Akbaba          | 4 tháng 10, 1992  | 6       | 3  | Adana Demirspor     | v. Wales, 21 November 2023     |
| TV | Salih Uçan           | 6 tháng 1, 1994   | 2       | 0  | Beşiktaş            | v. Nhật Bản, 12 September 2023 |
|    |                      |                   |         |    |                     |                                |
| TĐ | Abdülkadir Ömür      | 25 tháng 6, 1999  | 14      | 0  | Hull City           | UEFA Euro 2024PRE              |
| TĐ | Oğuz Aydın           | 27 tháng 10, 2000 | 1       | 0  | Alanyaspor          | UEFA Euro 2024PRE              |
| TĐ | Enes ÜnalINJ         | 10 tháng 5, 1997  | 33      | 3  | Bournemouth         | UEFA Euro 2024PRE              |
| TĐ | Enis DestanTRA       | 15 tháng 6, 2002  | 0       | 0  | Trabzonspor         | UEFA Euro 2024PRE              |
| TĐ | Cengiz ÜnderINJ      | 14 tháng 7, 1997  | 51      | 16 | Fenerbahçe          | v. Hungary, 22 March 2024      |
| TĐ | Yusuf Sarı           | 20 tháng 11, 1998 | 4       | 1  | Adana Demirspor     | v. Wales, 21 November 2023     |
| TĐ | Halil Dervişoğlu     | 8 tháng 12, 1999  | 16      | 6  | Galatasaray         | v. Nhật Bản, 12 September 2023 |
| TĐ | Umut NayirINJ        | 28 tháng 6, 1993  | 4       | 1  | Fenerbahçe          | v. Armenia, 8 September 2023   |

INJ Rút lui vì chấn thương.

PRE Đội hình sơ bộ.

### Các cựu cầu thủ nổi tiếng
- Hakan Sukur
- Hasan Sas
- Buruk Okan
- Ogun Temizkanoglu
- Alpay Ozalan
- Arif Erdem
- Tayfun Korkut
- Tayfur Havutcu
- Bulent Korkmaz
- Abdullah Ercan
- Fatih Akyel
- Umit Davala
- Umit Ozat
- Yildiray Basturk
- Tugay Kerimoglu
- Ergun Penbe
- Ilhan Mansiz
- Umit Karan
- Senol Gunes
- Fatih Terim

### Các cầu thủ khoác áo đội tuyển nhiều nhất
Cầu thủ in đậm vẫn còn thi đấu cho đội tuyển quốc gia.

Tính đến 6 tháng 7 năm 2024, 10 cầu thủ khoác áo đội tuyển Thổ Nhĩ Kỳ nhiều lần nhất là:
| #  | Họ tên           | Năm thi đấu | Số trận | Số bàn thắng |
| -- | ---------------- | ----------- | ------- | ------------ |
| 1  | Rüştü Reçber     | 1994–2009   | 119     | 0            |
| 2  | Hakan Şükür      | 1992–2008   | 112     | 51           |
| 3  | Bülent Korkmaz   | 1990–2005   | 102     | 2            |
| 4  | Emre Belözoğlu   | 2000–2020   | 101     | 9            |
| 5  | Arda Turan       | 2006–2018   | 100     | 17           |
| 6  | Tugay Kerimoğlu  | 1990–2007   | 94      | 2            |
| 7  | Alpay Özalan     | 1995–2005   | 90      | 4            |
| 7  | Hakan Çalhanoğlu | 2013–       | 90      | 19           |
| 9  | Hamit Altıntop   | 2004–2014   | 82      | 7            |
| 10 | Mehmet Topal     | 2008–2018   | 81      | 2            |

### Các cầu thủ ghi nhiều bàn thắng nhất
Cầu thủ in đậm vẫn còn thi đấu cho đội tuyển quốc gia.

Tính đến ngày 6 tháng 7 năm 2024, 10 cầu thủ ghi nhiều bàn thắng nhất là:
| #  | Họ tên                 | Số bàn thắng | Số trận | Hiệu suất | Năm thi đấu |
| -- | ---------------------- | ------------ | ------- | --------- | ----------- |
| 1  | Hakan Şükür            | 51           | 112     | 0.46      | 1992–2007   |
| 2  | Burak Yılmaz           | 31           | 77      | 0.4       | 2006–2022   |
| 3  | Tuncay Şanlı           | 22           | 80      | 0.28      | 2002–2010   |
| 4  | Lefter Küçükandonyadis | 21           | 46      | 0.46      | 1948–1963   |
| 4  | Cenk Tosun             | 21           | 53      | 0.4       | 2013–       |
| 6  | Metin Oktay            | 19           | 36      | 0.53      | 1956–1968   |
| 6  | Cemil Turan            | 19           | 44      | 0.43      | 1969–1979   |
| 6  | Nihat Kahveci          | 19           | 68      | 0.28      | 2000–2011   |
| 6  | Hakan Çalhanoğlu       | 19           | 90      | 0.21      | 2013–       |
| 10 | Arda Turan             | 17           | 100     | 0.17      | 2006–2017   |

## Ban huấn luyện
Tính đến 21 tháng 9 năm 2023.
| Vị trí                  | Tên                  |
| ----------------------- | -------------------- |
| Huấn luyện viên trưởng  | Vincenzo Montella    |
| Trợ lý huấn luyện viên  | Daniele Russo        |
| Trợ lý huấn luyện viên  | Selçuk Şahin         |
| Huấn luyện viên thủ môn | Ozan Özerkan         |
| Huấn luyện viên thủ môn | Emrah Karakovan      |
| Huấn luyện viên thể lực | Pierpaolo Polino     |
| Huấn luyện viên thể lực | Ömür Serdal Altunsöz |
| Huấn luyện viên thể lực | Vural Durmuş         |
| Phân tích trận đấu      | Massimo Crivellaro   |
| Phân tích trận đấu      | Okan Aydıner         |
| Quản lý đội bóng        | Hamit Altıntop       |